# 翁滋蔓
翁滋蔓（Smire Weng，1986年10月28日—），台灣女藝人，跨足音樂、電影戲劇和主持。畢業於北一女、國立臺灣大學生物產業傳播暨發展學系（簡稱生傳系）。被媒體封為甜美女神、甜美教主稱號。 

## 生平
翁滋蔓當初因於學生時期參加校園歌唱比賽獲得冠軍而被星探發掘，後來由廣告明星出道。在電影和戲劇演出、擔任多種類型綜藝時尚節目主持人，主持時尚節目、大型綜藝選秀節目和大型典禮、擔任娛樂新聞主播等，形象兼具清新甜美與知性。其於進入樂壇之後也備受矚目，成為新生代歌手兼製作人，她的聲線被唱片公司認為有高辨識度，而擁有「甜美教主」的封號。
舞蹈同樣是她的強項，專攻Hip-hop、Hip-hop Jazz、New Jazz、Vogue、Reggae等舞風，熱舞經驗已超過15年。 出道以來也努力在戲劇上，表現清新亮眼，拍攝的戲劇作品《我的自由年代》獲得好評不斷。
2016年底由翁滋蔓擔任第一女主角的電影《終極舞班》上映獲好評，不但獲選為第38屆電影金穗獎閉幕片，並受到電影金馬獎終身成就獎得主導演徐立功大力稱讚翁滋蔓「演技令人驚艷！未來潛力無窮！」。同時也獲得電影金穗獎策展人及多位專業影評人大力稱讚翁滋蔓精湛的好演技與認真努力。電影中翁滋蔓飾演從小在京劇世家長大的京劇女孩，後來接觸街舞的世界，在17歲遇見親情、愛情與友情之間不平凡的自己，片中翁滋蔓為此為期半年籌備努力學習京劇與狂練街舞，即使滿身傷仍努力不懈，認真表現受到電影專業人士、導演、劇組人員與觀眾極佳評價。

## 經歷

### 學生時期
翁滋蔓於國中時期參加全校歌唱比賽獲得冠軍，當時即獲得許多唱片公司青睞與接洽， 但因剛考上臺北市立第一女子高級中學，想要用功唸書的她選擇了專心於學業，直到考上大學才開始她熱愛的表演工作。大學時期依然以學業為主，為了專心讀書，曾放棄了許多電影女主角的邀約，直到大學畢業才正式專注於演藝工作。
翁滋蔓畢業於北一女中及國立臺灣大學農業推廣學系（後改名為生物產業傳播暨發展學系，簡稱生傳系）。大學時期曾參加熱舞社與吉他社，亦多次獲得「書卷獎」第一名，更以全系第一名優異成績畢業，亦曾受台大校方之邀，創先例成為第一位台大圖書館代言人及首位台大學生手冊拍攝代表。翁滋蔓與劉乃潔、吳依潔、陳匡怡、余函彌等四位畢業於台大的女生被媒體並稱為「台大五姬」。

### 演藝時期
翁滋蔓因國中時期參加全校歌唱比賽獲得冠軍被星探挖掘，大學時期以廣告明星出道，出道第一部廣告即擔任女主角和周杰倫合拍。2005年受Channel [V] 《我愛黑澀會》節目製作單位邀請，成為該節目第一代錄影成員。她因為精湛的演技、舞藝以及具特色的唱腔，而成為節目中不可或缺的靈魂人物，曾讓此節目創下最高收視點，並以演戲跳舞歌唱獲得《我愛黑澀會》年度總評比總冠軍。同時陸續拍攝多部廣告和MV，亦參與戲劇演出與節目主持。
翁滋蔓於大學時期主持的節目《流言追追追》連續入圍了兩次金鐘獎「最佳青年節目主持人獎」，同時獲得金鐘獎最佳青年節目獎等各大獎項的殊榮。從2009年年底開始擔任《TVBS哈新聞》主持人，榮獲2010年度Yahoo!奇摩人氣搜尋大獎「超人氣娛樂主播獎」，由翁滋蔓所主持的《TVBS哈新聞》也獲得娛樂新聞的收視率冠軍。一路走來的堅持與努力，讓她成為最年輕的娛樂主播與新生代主持人，甜美又正面的形象也獲得媒體給予新一代「甜姐兒」、「甜心主播」等的封號。
2011年11月4日發行個人首張全製作專輯《Love me》，首周排行榜便入雙榜，獲G-music新進榜第一名、全排行榜第三名，及五大唱片第四名。翁滋蔓並榮獲「年度痞客邦娛樂丸」票選最佳人氣新人獎。
2012年5月，開始主持華視大型綜藝選秀節目《亞洲天團爭霸戰》，並在壹電視《蘋果娛樂新聞》擔任娛樂新聞主持人，並受邀為第47屆電視金鐘獎星光主持人、2016年「金視獎」主持人、第10、13及16屆「金視獎」、第22屆「金犢獎」、第34屆「金穗獎」、第1屆「金采獎」等各「金字」頒獎典禮主持人，知性又幽默的風格受媒體稱讚，大將之風盡展無疑。
翁滋蔓曾獲邀擔任2013年第二屆及2014年第三屆「新加坡國際電影節」代言人（第一屆代言人為章子怡），並榮獲ETToday媒體票選星光大賞華人女神榜2012年與2013年連續兩年「最萌女神」冠軍、2014年「氣質女神」冠軍，也屢獲國際雜誌FHM全球百大性感美女人氣票選前15名。
2009年，首度拍攝電影《十年過後-轉筆高手》。期間拍攝了許多知名微電影，其中微電影《野豬妹化身花蝴蝶》，翁滋蔓變身野豬妹的可愛搞笑演出也讓人印象深刻。 2013年所拍攝的戲劇作品《我的自由年代》好評不斷。
2016年底由翁滋蔓擔任第一女主角的電影《終極舞班》上映獲好評，獲選為第38屆電影金穗獎閉幕片。同時也獲得電影金穗獎策展人及多位專業影評人大力稱讚。

### 個性
翁滋蔓的外型甜美陽光，為人性格開朗樂觀，對事要求認真完美，個性善良熱心公益，積極參與公益活動關懷弱勢族群與孩童。國小曾經照顧智力發展遲緩同學四年，因此在學生時期有「蔓姐」的稱呼，人美心也美的善舉也讓大家都叫她「甜美女神」。
翁滋蔓外型甜美，除了熱愛運動、擅長熱舞，也跑步、網球、高爾夫球、籃球、羽毛球、桌球、游泳、衝浪、滑雪、滑板和各式極限運動等；同時也是位創作才女，包含音樂創作與劇本創作。從小喜歡寫作與創作、熱愛音樂，並累積了作品。導演曾在拍攝的電影中加入了她所寫的劇本，而於翁滋蔓個人全製作專輯《Love me》中也加入了她自己的創作。
翁滋蔓非常熱愛旅遊，喜歡到世界各地旅行走訪，從美國東岸紐約到西岸LA、舊金山、Las Vegas、夏威夷、加拿大、澳洲、法國、日本等各地皆可常見到她的足跡。

## 音樂作品

### 專輯
| 發行日期      | 專輯名稱                  | 唱片公司 | 語言 | 曲目                                                                   | 備註 |
| ------------- | ------------------------- | -------- | ---- | ---------------------------------------------------------------------- | --- |
| 2011年11月4日 | 個人全製作專輯《Love me》 | 艾迴音樂 | 國語 | 1. 錯過沒有錯 2. 沒關係 3. Material 4. 如果你要離開 5. 怎麼 6. LOVE ME | - 唱片矚目新人，身兼歌手與製作人，同時參與作詞、專輯設計，晉升音樂才女 - 推薦歌曲：《錯過沒有錯》、《怎麼》、《如果你要離開》、《沒關係》、《Material》、《LOVE ME》 - 榮獲G-music新進榜第一名、全排行榜第三名，及五大唱片第四名 - 榮獲2012年度痞客邦娛樂丸票選最佳人氣新人獎 |

### MV
| 年份   | 歌手   | 歌曲名      |
| ------ | ------ | ----------- |
| 2011年 | 翁滋蔓 | 《LOVE ME》 |
| 2011年 | 翁滋蔓 | 《沒關係》  |
| 2009年 | 梁靜茹 | 《情歌》    |
| 2009年 | 飛輪海 | 《留下來》  |

## 節目

### 電視節目主持
| 頻道         | 節目名                                            |
| ------------ | ------------------------------------------------- |
| 華視         | 《亞洲天團爭霸戰》                                |
| 壹電視綜合台 | 《蘋果娛樂新聞》                                  |
| 高點綜合台   | 《打卡按個讚》                                    |
| TVBS         | 《TVBS哈新聞》                                    |
| 公視         | 《流言追追追》（節目原名《追追追》，第3季起改名） |
| 華視         | 《爸媽校悉悉》                                    |
| 中視         | 《我猜我猜我猜猜猜》（代班主持）                  |
| 中天綜合台   | 《大學生了沒》（代班主持）                        |
| 華視         | 《十點名人堂》（代班主持）                        |
| 緯來綜合台   | 《天黑請閉眼》（代班主持）                        |
| 台視、三立   | 《全明星運動會》（第四季成員）                    |

## 影視作品

### 電影
| 年份 | 片名                   | 飾演   | 性質   | 備註                         |
| 2009 | 《十年過後：轉筆高手》 | 任心雨 | 女主角 | 獲文化部電影長片輔導金肯定   |
| 2016 | 《終極舞班》           | 羽辰   | 女主角 | 獲選為第38屆電影金穗獎閉幕片 |
| 2017 | 《美人清除計畫》       | 瑞竹   | 女主角 | 獲大陸首週收視排行榜冠軍     |

### 電視劇
| 年份 | 頻道       | 劇名                                      | 飾演                 | 備註                   |
| 2009 | 公視       | 《垃圾魚》                                |                      |                        |
| 2013 | 三立都會台 | 《我的自由年代》                          | 白雪芬（白雪/Janet） | 收視率居同時段戲劇冠軍 |
| 2013 | 中視       | 《愛情急整室》                            | 楊靈                 |                        |
| 2014 | 三立都會台 | 《幸福兌換券》                            | 田心平               |                        |
| 2016 | 三立Vidol  | 《青春自拍團-同學我不是故意拿你的學生證》 | 佳穎                 |                        |

### 微電影
| 年份 | 片名                 | 性質                           |
|      | 《發現新自我》       | 女主角（日本觀光微電影二部曲） |
|      | 《尋找心方向》       | 女主角（日本觀光微電影首部曲） |
|      | 《遇見美好的你》     | 女主角（澳門觀光旅遊局微電影） |
|      | 《野豬妹化身花蝴蝶》 | 女主角                         |
|      | 《i[愛]的下一站》    | 女主角                         |
|      | 《愛在彰化》         | 女主角                         |
|      | 《省電美少女》       | 女主角                         |
|      | 《國考女神》         | 女主角                         |

## 獎項
| 年份   | 獲提名         | 獎項                                       | 結果 |
| ------ | -------------- | ------------------------------------------ | ---- |
| 2009年 | 《流言追追追》 | 第44屆金鐘獎最佳少年節目主持人獎           | 提名 |
| 2010年 | 《流言追追追》 | 第45屆金鐘獎最佳少年節目主持人獎           | 提名 |
| 2010年 |                | yahoo奇摩人氣搜尋大獎 「超人氣娛樂主播獎」 | 獲獎 |
| 2012年 |                | 痞客邦娛樂丸票選「最佳人氣新人獎」         | 獲獎 |
| 2012年 |                | 星光大賞華人女神榜「最萌女神」冠軍         | 獲獎 |
| 2013年 |                | 星光大賞華人女神榜「最萌女神」冠軍         | 獲獎 |
| 2014年 |                | 星光大賞華人女神榜「氣質女神」冠軍         | 獲獎 |

## 注解
1. ↑  翁滋蔓在主持《流言追追追》公視節目中都以「蔓蔓」稱呼[1]。

## 外部連結
- 翁滋蔓 Smile Tzymann的Facebook專頁
- 翁滋蔓SmileTzymann的新浪微博
- smiretzymann的Instagram帳戶
- 翁滋蔓在互联网电影资料库（IMDb）上的資料（英文）
- 翁滋蔓在香港影庫上的簡介